# Irmãs da Divina Vontade
As Irmãs da Divina Vontade (em latim Congregatio Sororum a Divina Voluntate) são um instituto religioso feminino de direito pontifício: os membros desta congregação acrescentam ao seu nome a sigla S.D.V..

## História
A congregação foi fundada por Gaetana Sterni (1827-1889): jovem viúva, ingressou como postulante nas freiras canossianas de Bassano del Grappa, mas teve que deixar o convento alguns meses depois para cuidar dos irmãos mais novos que ficaram órfãos.
Em 1853 Sterni começou a servir no abrigo de Bassano, destinado a mendigos e moradores de rua. Em 1860, a conselho de seu confessor Bartolo Simonetti, ela fez sua consagração a Deus em particular e em 1865 juntaram-se a ela duas mulheres que começaram a levar uma vida comum no abrigo: em 20 de agosto de 1865 as religiosas fizeram a profissão de votos, formalmente iniciando a congregação (inicialmente chamada de Filhas da Divina Vontade).
O instituto foi erigido canonicamente como congregação de direito diocesano pelo bispo de Vicenza Giovanni Antonio Farina em 19 de maio de 1875; em 10 de julho de 1934 recebeu o decreto pontifício de louvor e as suas constituições foram aprovadas definitivamente pela Santa Sé em 12 de janeiro de 1942.
Elisa Mezzana (1860-1942), freira de nome Giuseppina, que atuou junto com Dom Eugenio Fassicomo no apoio aos jovens abandonados de Gênova, também pertencia à congregação.
A fundadora foi beatificado pelo Papa João Paulo II em 2001.

## Atividades e difusão
A finalidade das Irmãs da Divina Vontade é a promoção do homem em situação de necessidade: as religiosas estão dispostas a realizar qualquer trabalho, em função das necessidades das comunidades onde desenvolvem o seu apostolado.
Estão presentes na Europa (Albânia, Alemanha, Itália), na América (Brasil, Colômbia, Equador), na África (Camarões, Benin): a sede geral fica em Bassano del Grappa.
Em 31 de dezembro de 2005, o instituto contava com 311 religiosas em 54 casas.